# リトル・ウィッチ ビビと魔法のクリスタル
『リトル・ウィッチ ビビと魔法のクリスタル』（原題：Bibi Blocksberg）は、ドイツの映画作品。

## キャスト
| 役名           | 俳優                           | 日本語吹き替え |
| -------------- | ------------------------------ | -------------- |
| ビビ           | シドニー・フォン・クロージック | 大前茜         |
| バルバラ       | カッチャ・リーマン             | 藤生聖子       |
| ベルンハルト   | ウルリッヒ・ネーゼン           | 根本泰彦       |
| ラビア         | コリンナ・ハルフォーフ         | 込山順子       |
| ヴァルプルギア | モーリッツ・ブライブトロイ     | 久保田民絵     |
| フロリアン     | マクシミリアン・ベフォート     | 松元恵         |
| マリポア       | ルーファス・ベック             | 岩崎ひろし     |
| ホブナー       | フランソワ・ゲシュケ           | 林玉緒         |
| ゲラトリア     | -                              | 定岡小百合     |
| カーラ         | インガ・ブッシュ               | よのひかり     |
| トム           | -                              | 隈本吉成       |
| アルカディア   | -                              | 後藤邑子       |
| シュビア       | アンニャ・ゾマヴィラ           | 山下亜矢香     |
| マリタ         | テレザ・フィルスマイアー       | 伊藤亜矢子     |
| ティナ         | -                              | 葛谷知花       |
| テレビの音声   | -                              | 木村雅史       |

## 日本語版制作スタッフ
- 演出：三好慶一郎
- 翻訳：黒田ゆりか
- 調整：オムニバス・ジャパン
- 制作：タキコーポレーション、東北新社